# Селебі-Пхікве
Селебі-Пхікве (англ. Selebi-Phikwe) — місто, розташоване на крайньому сході Ботсвани, на території Центрального округу країни.

## Загальна інформація
Починаючи з 1973 року поблизу міста видобувається нікелева руда, яка і сьогодні є основою економіки Селебі-Пхікве. Спочатку існувало два населених пункти — Селебі і Пхікве, однак після відкриття шахт в 1960-х роках ці селища зрослися в одне місто. Основним працедавцем у місті є компанія  Bamangwato Concessions Ltd. , яка здійснює як видобуток, так і виплавку мідно-нікелевої руди.
Разом з шахтами в місті побудували невелику теплову електростанцію, що працювала на вугіллі. До 1980 року це була єдина електростанція в країні. Після запуску електростанції Марупуле кілька років тому, станція в Селебі-Пхікве припинила свою роботу.

## Географія
Розташований у східній частині округу, приблизно за 402 км на північний схід від Габороне, на висоті 878 м над рівнем моря. Входить до складу субокругу Селебі-Пхікве.

### Клімат
Місто розташоване в зоні, яка характеризується кліматом помірних степів та напівпустель. Найтепліший місяць — січень із середньою температурою 26 °C (78.8 °F). Найхолодніший місяць — липень, із середньою температурою 14,8 °C.
| Клімат Селебі-Пхікве    | Клімат Селебі-Пхікве | Клімат Селебі-Пхікве | Клімат Селебі-Пхікве | Клімат Селебі-Пхікве | Клімат Селебі-Пхікве | Клімат Селебі-Пхікве | Клімат Селебі-Пхікве | Клімат Селебі-Пхікве | Клімат Селебі-Пхікве | Клімат Селебі-Пхікве | Клімат Селебі-Пхікве | Клімат Селебі-Пхікве | Клімат Селебі-Пхікве |
| Показник                | Січ.                 | Лют.                 | Бер.                 | Квіт.                | Трав.                | Черв.                | Лип.                 | Серп.                | Вер.                 | Жовт.                | Лист.                | Груд.                | Рік                  |
| Середня температура, °C | 26                   | 25,2                 | 24,2                 | 21,5                 | 17,9                 | 14,9                 | 14,8                 | 17,5                 | 21,5                 | 24                   | 25,1                 | 25,5                 | 21,5                 |
| Норма опадів, мм        | 95                   | 57                   | 47.9                 | 22.6                 | 4.4                  | 0.7                  | 1.4                  | 1.2                  | 12.7                 | 27                   | 59.4                 | 79.9                 | 409.2                |
| Днів з опадами          | 9                    | 7,3                  | 4,9                  | 3,6                  | 1,1                  | 0,6                  | 0,1                  | 0,5                  | 1,5                  | 4,3                  | 7,1                  | 7,9                  | 47,9                 |
| Вологість повітря, %    | 63.2                 | 67.7                 | 66.4                 | 66                   | 63.1                 | 62.2                 | 59.5                 | 54.1                 | 50.1                 | 50.7                 | 57.5                 | 61.8                 | 60.2                 |
| ----------------------- | -------------------- | -------------------- | -------------------- | -------------------- | -------------------- | -------------------- | -------------------- | -------------------- | -------------------- | -------------------- | -------------------- | -------------------- | -------------------- |
| Джерело: Weatherbase    |                      |                      |                      |                      |                      |                      |                      |                      |                      |                      |                      |                      |                      |

## Населення
За даними перепису 2011 року, населення міста становило 49 724 особи.Динаміка чисельності населення міста по роках:
| 1981   | 1991   | 2001   | 2011   | 2013   |
| ------ | ------ | ------ | ------ | ------ |
| 29 469 | 39 772 | 49 849 | 49 724 | 49 803 |

## Транспорт
У місті розташований міжнародний аеропорт.